# Boris Fraenkel
Boris Fraenkel, född 10 januari 1921 i Fria staden Danzig, död 23 april 2006 i Paris, var en fransk trotskistisk politiker. I sin ungdom var han aktiv i organisationen Hashomer Hatzair, som kombinerade marxism och judisk nationalism.
Boris Fraenkel begick självmord år 2006 genom att hoppa från Pont du Garigliano ner i Seine.